# Sn-Nomenklatur

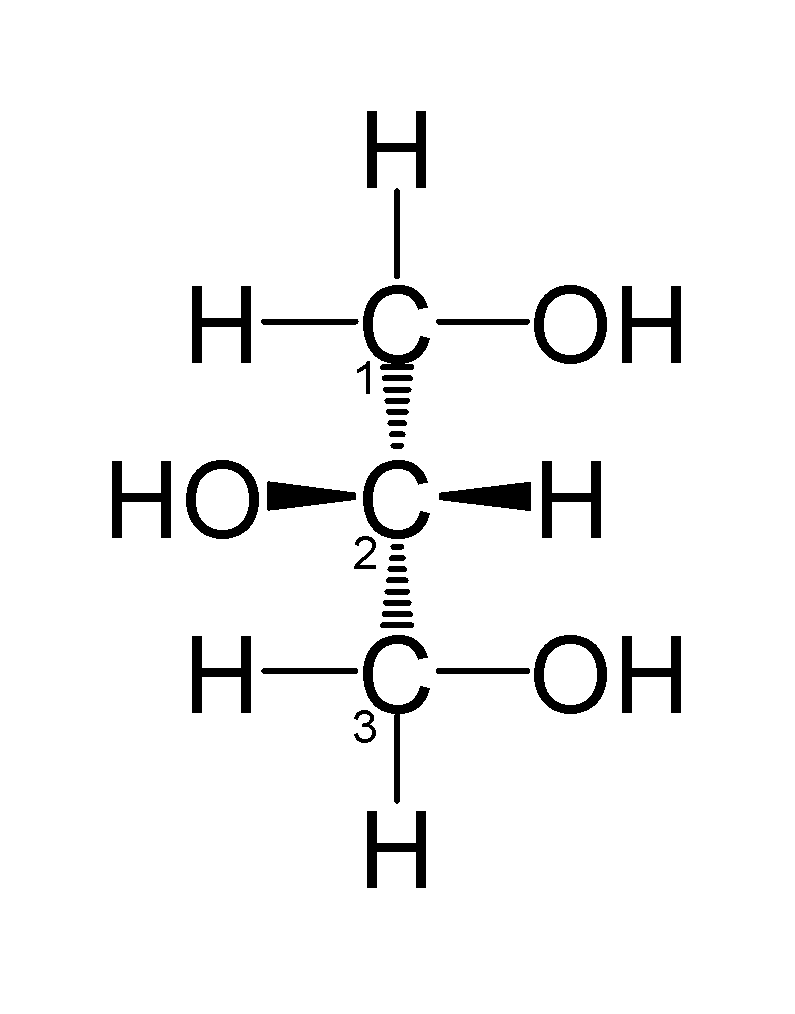
Der virtuelle Grundkörper aller sn-Verbindungen: sn-Glycerin

Die sn-Nomenklatur (sn für stereospecific numbering) steht für die stereospezifische sn-Konfiguration, welche die Struktur von chiralen Derivaten des Glycerins beschreibt.

## Nomenklatur
Das achirale Kohlenstoffatom, welches oberhalb des chiralen zweiten Kettenatoms sitzt, erhält die Nummerierung als C1, das chirale mittlere C-Atom dementsprechend die Nummerierung C2, wobei die Hydroxygruppe nach links zeigen muss. Bezogen auf die Cahn-Ingold-Prelog-Konvention (R/S-Nomenklatur) sind sn-Glycerinderivate Abkömmlinge des virtuellen, weil prochiralen „2R“-Glycerins.

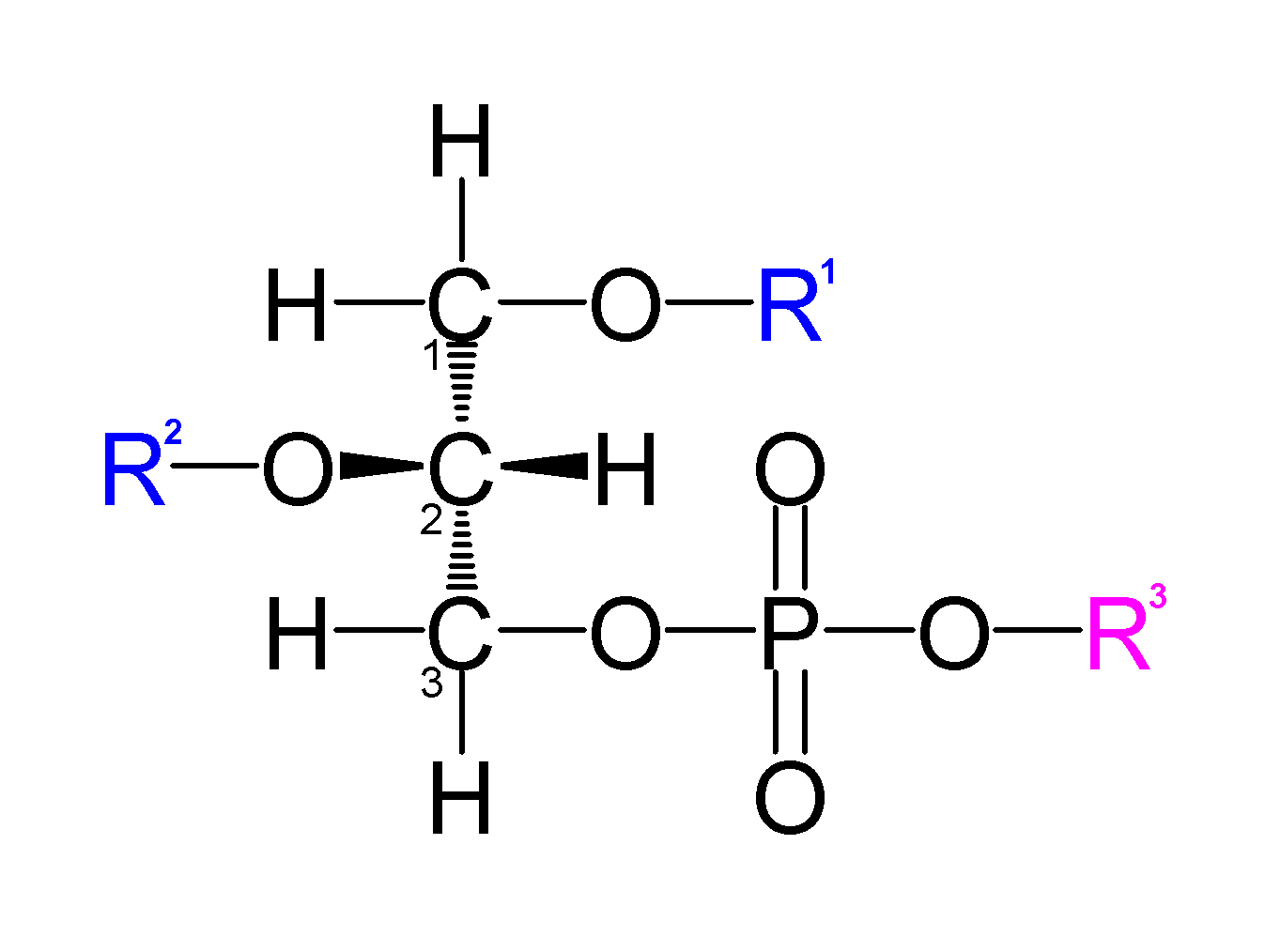
Ein Phosphoglycerid mit sn-Konfiguration: Die Reste R^{1} und R^{2} (blau) stehen für Fettsäure(Acyl-)Reste, R^{3} (magenta) für die alkoholische Kopfgruppe.

Die sn-Konfiguration kommt in nahezu allen natürlichen Glycerinabkömmlingen wie den Fetten und anderen Lipiden vor. Weiterhin ist in allen biologischen Phosphoglyceriden (mit Ausnahme einiger weniger in Archaeen) die polare Kopfgruppe, welche über einen Phosphatrest einen Alkohol enthält, an das C3-Atom gebunden.